# سيان (إله)
سَيَان أو سَـيـيـن أو سايِـن (بخط المسند: س ي ن  وأحياناً س ن ) هو الإله القومي والوصي على لمملكة حضرموت في جنوب الجزيرة العربية قبل الإسلام ويعد تقليدياً بأنه القمر. ويظهر مع أقدم الشواهد الأثرية من مملكة حضرموت منذ بداية الألف الأول قبل الميلاد، حتى ظهور التوحيد في منتصف الثاني من القرن الرابع الميلادي.

## الرمزية والاسم
مثل الإله سيان رمزاً للاتحاد السياسي والديني للقبائل الحضرمية وكان إلهاً حامياً للمدافن ونصيراً للشعب الحضرمي في الحروب. يقارنه الباحثون تقليدياً بالإله القمري سين في بلاد الرافدين، لمجرد الشبه في الاسم؛ ولذلك يعترض كثير من الباحثين على هذه المقارنة ويفضلون صيغة الاسم "سيان، سيين" لتجنب هذا الربط غير المبرر.
كما كان يرمز للإله سيان بالهلال والقرص التي نجدها على واجهات المباني والنقوش والمباخر والعملات والأختام، بالإضافة إلى الرموز الحيوانية كالثور والوعل والنسر. ورتبط سيان بالنسر خصوصاً كما يظهر بوضوح في أحد النصوص، بالإضافة إلى عُملة معدينة مكتشفة في وادي مَيْفَعَة في حضرموت تصور رجل ذي جدائل طويلة وصورة نسر في الجهة الأخرى، يرجح روبان أنها تصور الإله سيان. يرجح روبرت سيرجنت أن تسمية سيان متعلقة باسم جديلة الشعر في اللهجة الحضرمية المعاصرة (سِينَة، وجمعها سِيَن).

## عبادته
هيمن الإله سيان على جميع الآلهة الأخرى في مملكة حضرموت القديمة حتى نهايتها، كما تظهر هيمنة سيان الاقتصادية والاجتماعية من خلال العملات التي تحمل اسمه والمكتشفة في مدينة سمهرم القديمة الميناء الثاني لمملكة حضرموت.
وكان معبد سيان الرئيس في مدينة شبوة القديمة عاصمة المملكة، ويسمى معبد 𐩹𐩱𐩡𐩣 (ذو أليام) أي صاحب الولائم على أرجح الأراء. وكان له حج سنوي يقام في هذا المعبد. وذكر بلينيوس الأكبر في كتابه التاريخ الطبيعي أن "في شبوة تُثَمَّن الحمولة بالمكيال/ القدح وليس بالوزن، حيث يؤخذ العُشر للإله الذين يسمونه sabis/sabin ويحفظ لدى الكهنة قبل أن يسمح به للاتجار، ومن هناك يحمل ليُعرَض أمام الناس، ليعرفوا أن الإله يحتفي ويكرم ضيوفه" ويقصد باسم سابيس الإله سيان.

## في الموروث الإسلامي
لم يرد ذكر صريح للإله سيان في المصادر الإسلامية، وإنما ذكر الهَمْداني عبارة "سنان ذو أليم من ملوك حضرموت"، ويرجح الباحثون أن اسم سنان فيها هو تصحيف لاسم الإله سيان.

## في الثقافة الشعبية
يشيع في الأوساط الثقافية اليمنية أن الإله "س ي ن" له علاقة بالتعبير العامي اليمني "ياسين عليك" (الموازي للتعبير المصري: اسم الله عليك) بوصفه من بقايا مناجاة هذا الإله، ولم يثبت ذلك، والأرجح أنه تعبير متعلق بسورة يس.